# Акбар Гасемі Алі-Абаді
Акбар Гасемі Алі-Абаді (6 серпня 1961) — іранський дипломат. Надзвичайний і Повноважний посол Ісламської Республіки Іран в Україні.

## Біографія
Закінчив Тегеранський університет, історія і цивілізація. Отримав диплом магістр міжнародних відносин в Ісламському університеті Азад. 
У 1980 — 1981 рр. експерт з політичних питань першого управління Західної Азії Міністерства закордонних справ Ірану.
У 1981 — 1990 рр. старший експерт з питань арабських країн Близького Сходу і Північної Африки МЗС Ірану.
У 1991 — 1996 рр. заступник начальника Управління арабських країн Близького Сходу і Північної Африки МЗС Ірану.
У 1996 — 2000 рр. глава бюро із захисту інтересів Ісламської Республіки Іран в Єгипті.
У 2000 — 2001 рр. старший експерт з питань країн Близького Сходу і Північної Африки МЗС Ірану.
У 2001 — 2006 рр. начальник Управління засобів масової інформації МЗС Ісламської Республіки Іран.
У 2006 — 2009 рр. заступник Директора Департаменту з питань інформації і преси і Начальник Управління засобів масової інформації Міністерства закордонних справ Ірану.
З 2009 — 2010 рр. радник Міністра і Начальника Управління засобів масової інформації МЗС Ірану.
З 2010 року Надзвичайний і Повноважний посол Ісламської Республіки Іран в Києві.